# 駒形大重神社
駒形大重神社（こまがたおおしげじんじゃ）は、奈良県御所市楢原にある神社。

## 概要
1907年（明治40年）、駒形神社に、東方の字田口に鎮座していた大重神社を合祀して現在の形となった。
駒形神社は木股様（このまたさま）と伝承される地主神を祭神とする神社なのに対して、大重神社は『延喜式神名帳』大和国・葛上郡の項目に記載されている「葛木大重神社」と比定されている式内社であり、その祭神は滋野貞主か、葛城稚犬養網田とされる。

## 祭神
- 木股神
- 滋野貞主、あるいは葛城稚犬養網田

## 境内

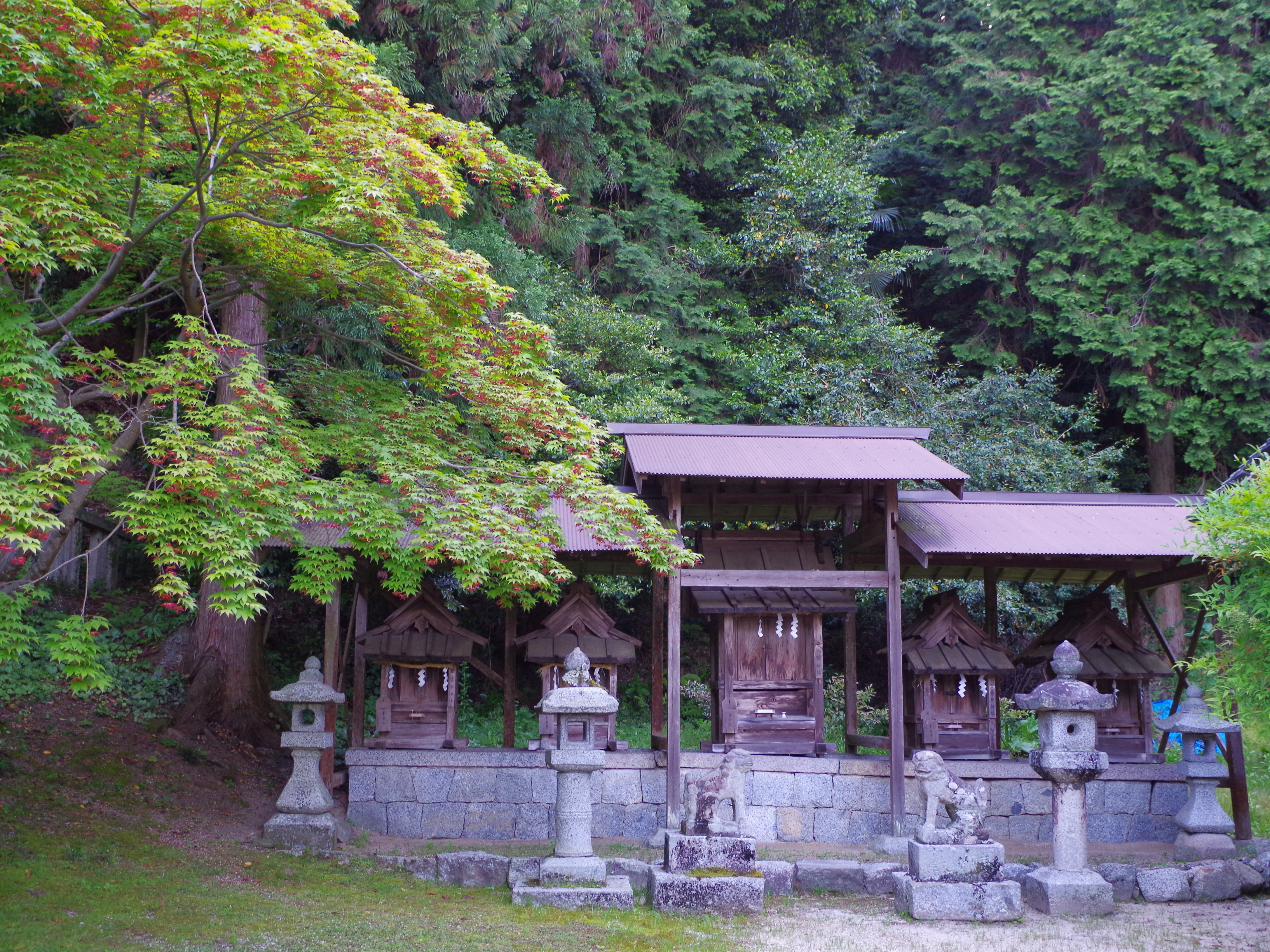
境内社
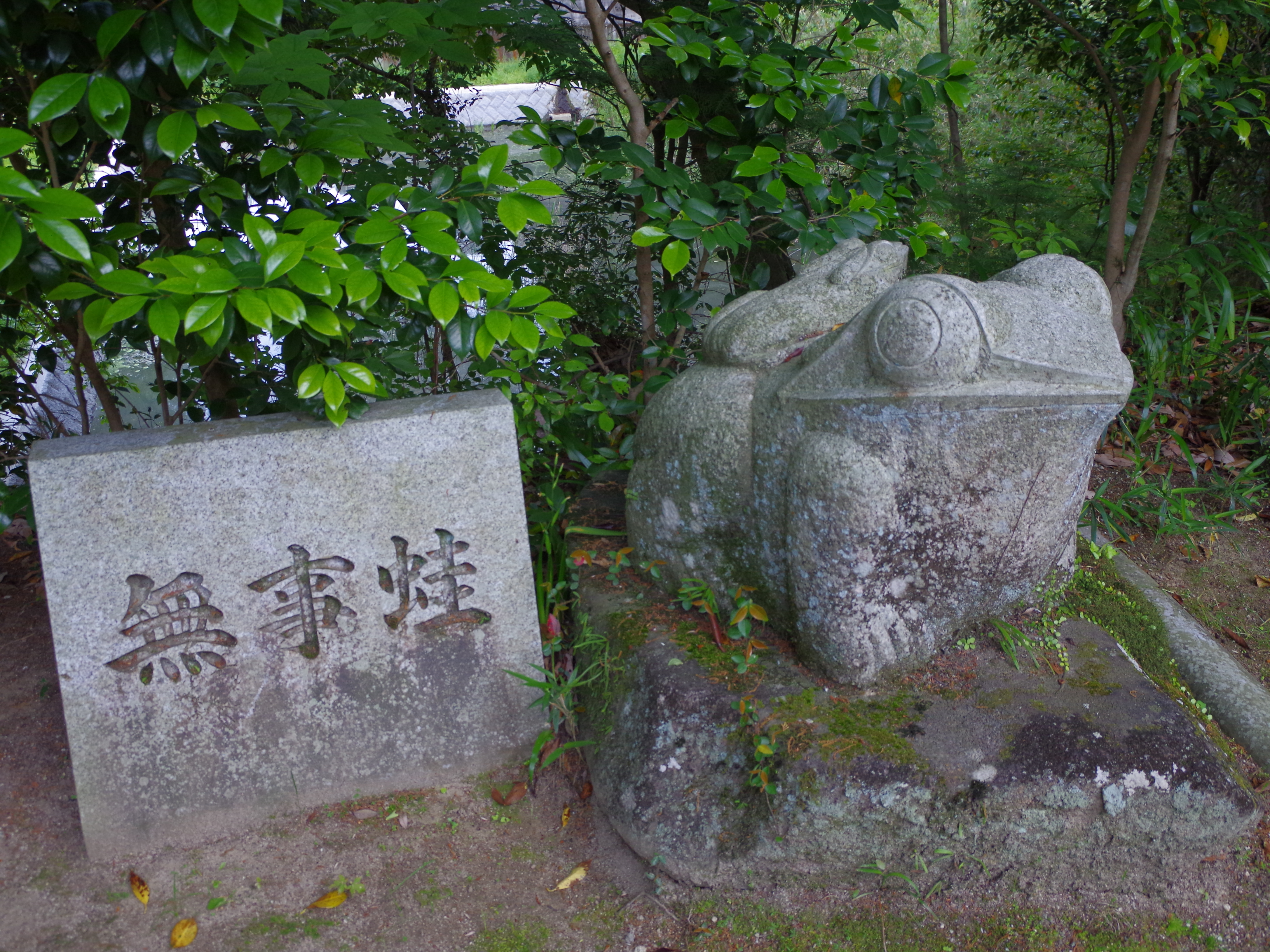
無事蛙
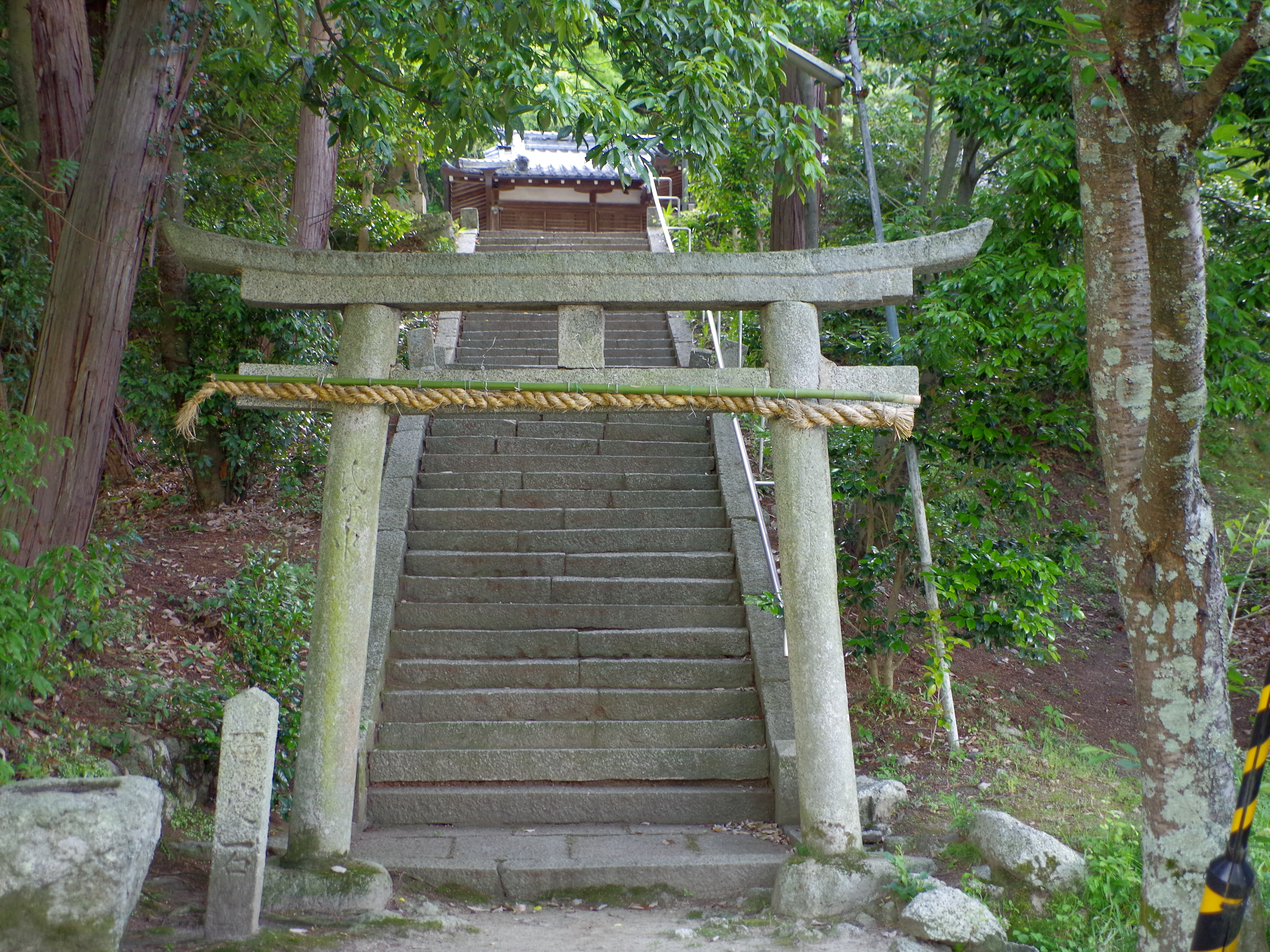
二の鳥居
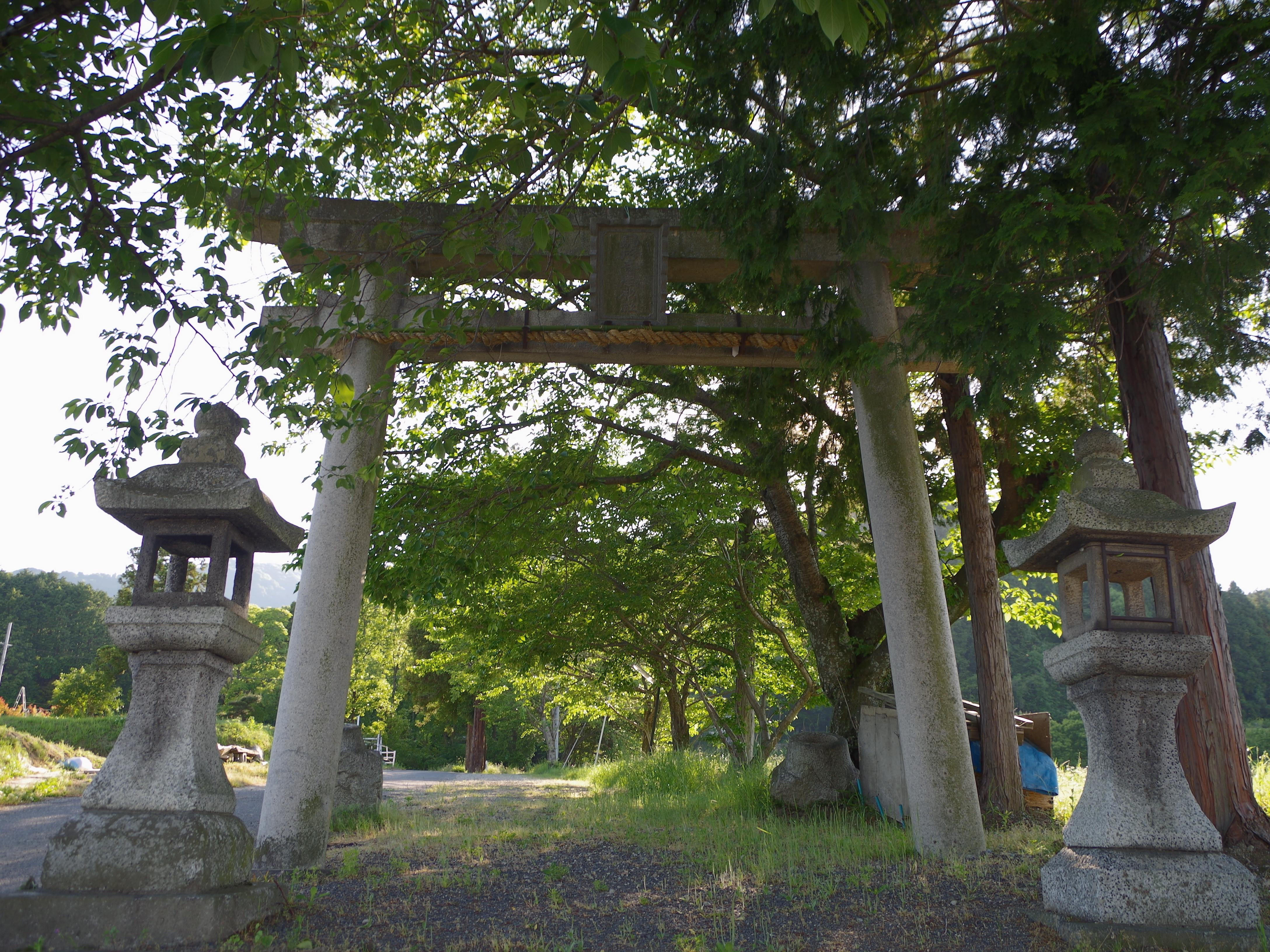
一の鳥居